# 帕利亚萨
帕利亚萨是葡萄牙阿威罗区的一个堂区。总面积10.15平方公里，总人口2330人，人口密度229.6人/平方公里。